# フィヨルギュン
フィヨルギュンとは、北欧神話に登場する神である。古ノルド語女性形の Fjörgyn で呼ばれる神と、男性形の Fjörgynn で呼ばれる神の2柱がいるが、日本語では共に「フィヨルギュン」と表記される。
- 女性形のフィヨルギュン（古ノルド語: Fjörgyn 「大地」の意[1]）は、オーディンの息子トールの母として言及される女神で、一般にヨルズに同一視される。
- 男性形のフィヨルギュン（古ノルド語: Fjörgynn）は、オーディンの妻フリッグの父（あるいは夫、愛人）として言及される神である。

綴りと性別が違うので通常同名の別神とされるがまれに同一神格と解釈されることもある。
彼らの名前を巡ってはいくつかの理論があり、学術論文の題材となっている。

## 資料
女神フィヨルギュン (Fjörgyn) の名は『ハールバルズルの言葉』第56スタンザ、『巫女の予言』第56スタンザに登場する。またスカルド詩において「大地」や「土地」の類義語として用いられることもある。
男神フィヨルギュン (Fjörgynn) の名は『ギュルヴィたぶらかし』第9章、『詩語法』第19章、『ロキの口論』第26スタンザに登場する。

## 学説

### 聖なる対
Hilda Ellis Davidson の説によると、2人のフィヨルギュンは 「聖なる対」（divine pair）として描かれているという。その類例として、ウッル (Ullr) とウッリン (Ullin) 、ニョルズ (Njörðr) とネルトゥス (Nerthus)、フレイ (Freyr) とフレイヤ (Freyja) の例を挙げている。

### 女神フィヨルギュンとヨルズ
Rudolf Simek は、フィヨルギュンとは単純に、同じく「大地」の意味を持つ名前の女神ヨルズの別名に過ぎないのではないかと述べている。なぜならば、フィヨルギュンは『スノッリのエッダ』に独立した女神として一覧されてはいないからである。また彼女がスカルド詩に「ヨルズの単なる文学上の別名だろうと予想されるような」形でしか現れないという点も注記しておくべきだろう。

### インド・ヨーロッパ祖語に起源を求める
フィヨルギュンは初期インド・ヨーロッパ人の、雷または雨の神の延長ではないかという説がある。その証拠としてインド・ヨーロッパ語族の神々――北欧のフィヨルギュン、ヒンドゥーの雨の神パルジャニヤ、リトアニアの神 ペルクナス、スラヴの神ペルーン――の関連性を掲げている。